# Docalidia paragracilis
Docalidia paragracilis är en insektsart som beskrevs av Nielson 1982. Docalidia paragracilis ingår i släktet Docalidia och familjen dvärgstritar. Inga underarter finns listade i Catalogue of Life.